# Bataille de Samothrace (1698)
La bataille de Samothrace est la dernière bataille de la guerre de Morée.
Elle oppose la république de Venise à l'Empire ottoman accompagné de ses vassaux. 
La bataille reste indécise.